# Best of (album d'Angelo Branduardi, 1998)
Pour les articles homonymes, voir Best of.
Albums de Angelo Branduardi
Domenica e Lunedì
(1994) Il dito e la luna
(1998)
Best of est un album de musique interprété par Angelo Branduardi et publié en 1998.

## L'album
Cette compilation originale est complétée par l'adaptation inédite en français de deux titres extraits de l'album en italien Camminando camminando et dont les paroles françaises sont dues à Serge Sauvé.

## Liste des titres
- Petite chanson des contraires (1)
- La lune (2)
- La série des nombres (2)
- Le don du cerf (2)
- Confession d’un malandrin (2)
- À la foire de l’est (2)
- La demoiselle (2)
- Bal en fa dièse mineur (2)
- Le seigneur des Baux (2)
- Va où le vent te mène (2)
- Ça se fait (3)
- Ce que sait le sherpa (2)
- Caminando, caminando (2)
- Fou de love (4)
- La pulce d'acqua (5)
- Vanità di vanità (5)
- L'apprenti sorcier (1)

Adaptations françaises : 

1. Serge Sauvé
2. Étienne Roda-Gil
3. Pierre Grosz
4. Pasquale Panella
5. Luisa Branduardi